# Национальная турецкая обсерватория
Национальная турецкая обсерватория — наземная астрономическая обсерватория, открытая в 1991 году. Расположена на горе Бакырлытепе в 50 км к северо-западу от города Анталия на высоте 2500 м. Находится в ведении Комитета по научно-техническим исследованиям Турции

## Инструменты
В составе обсерватории действует пять телескопов.
| Наименование                 | Диаметр зеркала, м | Система           | Год  |
| ---------------------------- | ------------------ | ----------------- | ---- |
| РТТ-150 (АЗТ-22)             | 1,5                | Ричи — Кретьена   | 1998 |
| T100 (ACE RC1.0)             | 1,0                | Ричи — Кретьена   | 2009 |
| T60 (OMI RC06)               | 0,6                | Ричи — Кретьена   | 2008 |
| YT40 (Meade LX200GPS)        | 0,4                | Шмидта-Кассегрена | 2006 |
| ROTSEIIId (проект ROTSE-III) | 0,45               |                   | 2002 |

## История
Создание Национальная турецкой обсерватории велось при широкой поддержке международного сообщества. Выбор места осуществила специальная экспедиция, которая определила наилучшие в Турции условия для астрономических наблюдений. Турецкая сторона полностью обеспечила строительство инфраструктуры и приняла участие в изготовлении инструментов. Пропорции наблюдательного времени распределялись в соответствии с вкладом участников проекта.
Осенью 2002 года обсерватория присоединилась к проекту ROTSE-III.